# MEDIA SKIN
MEDIA SKIN（メディアスキン）は京セラが開発・生産した、KDDIおよび沖縄セルラー電話のauブランドのCDMA 1X WIN方式の携帯電話である。端末型番はW52K（だぶりゅ ごーにいケー）。

## 特徴
au design project（以下adp）の第6弾の製品であり、デザインは吉岡徳仁による。2007年3月23日発売。市販化されたadp端末としては最初にして最後のフリップスタイルを採用しており、そのコンセプトモデル自体は2005年10月17日に発表されている。
外装に特殊な塗装が施されており独特な触感が特徴。カラーによって触感が異なり、orange・white・pastel blueはファンデーションに利用されているシリコン粒子を配合した塗料を用いさらっとした触感、blackは特殊ウレタン粒子を含んだソフトフィール塗料を用いしっとりした触感になっている。また、サイドキーは一切設けられていないため、京セラ製端末では初めてEZwebでのページスクロールがメールキーとEZキーに割り当てられている。
技術面では、おサイフケータイ・ワンセグなどを搭載するadp初のハイスペックモデル。ワンセグ対応端末では発売時では世界最薄になる。また、ディスプレイには世界初の2.4インチ26万色有機ELディスプレイを採用、技術面でも注目を集めている。ちなみに、この有機ELディスプレイは韓国サムスンSDI製である。音質補完技術はau標準の「DBEX」に加え、ロゴは見当たらないが京セラ製端末の特徴である「BBE M3」も搭載している。
ニューヨーク近代美術館収蔵品としてadpから同機種も選定された。
同日発表されたNTTドコモのN703iD（幅15.9 mm）がおサイフケータイ世界最薄を名乗る予定であったものの、この機種の方が数時間先に発表されてしまったために名乗ることが出来なかったという。
2007年の3月23日から4月19日まで、「MEDIA SKINスペシャルカラー投票」が実施された。red・pink・brown・pastel blue・pastel pinkの5色のうち、pastel blueが5色中最多の57,322票中15,762票を獲得し、3000台限定での発売となった。申し込みはWeb上の特設サイトで受け付けられ、購入者は抽選によって決定された。
また、本機はN800MHz（新800MHz・CDMA Band-Class0）帯エリアに対応していないため、2012年7月22日を以ってL800MHz（旧800MHz帯・CDMA Band-Class 3）帯エリアによる音声通話およびデータ通信の各サービスが終了（停波）となるのでそれ以降は2GHz（CDMA Band-Class 6）帯エリアでの音声通話サービスのみの利用となる（予定）。 

## 対応サービス
- au Smart Sports（2008年2月28日よりアプリのダウンロードにて対応）
- LISTEN MOBILE SERVICE（ビデオクリップ対応）
- EZ着うたフル
- EZ着うた（ハイクオリティステレオ(HE-AAC)）
- EZ待ちうた
- EZ・FM
- EZチャンネルプラス
- EZテレビ
- EZナビウォーク（声de入力・3Dナビ）
- EZ助手席ナビ
- 安心ナビ
- EZニュースフラッシュ
- EZ FeliCa
- EZケータイアレンジ
- EZブック
- EZアプリ (BREW)（オープンアプリプレイヤーには非対応）
- デコレーションメール
- Hello Messenger
- グローバルエキスパート
- PCサイトビューアー
- 赤外線通信 (IrSimple)
- バーコード
- 遠隔オートロック
- ペア機能/でか文字
- 緊急通報位置通知